# Kronenfriedhof Eisleben

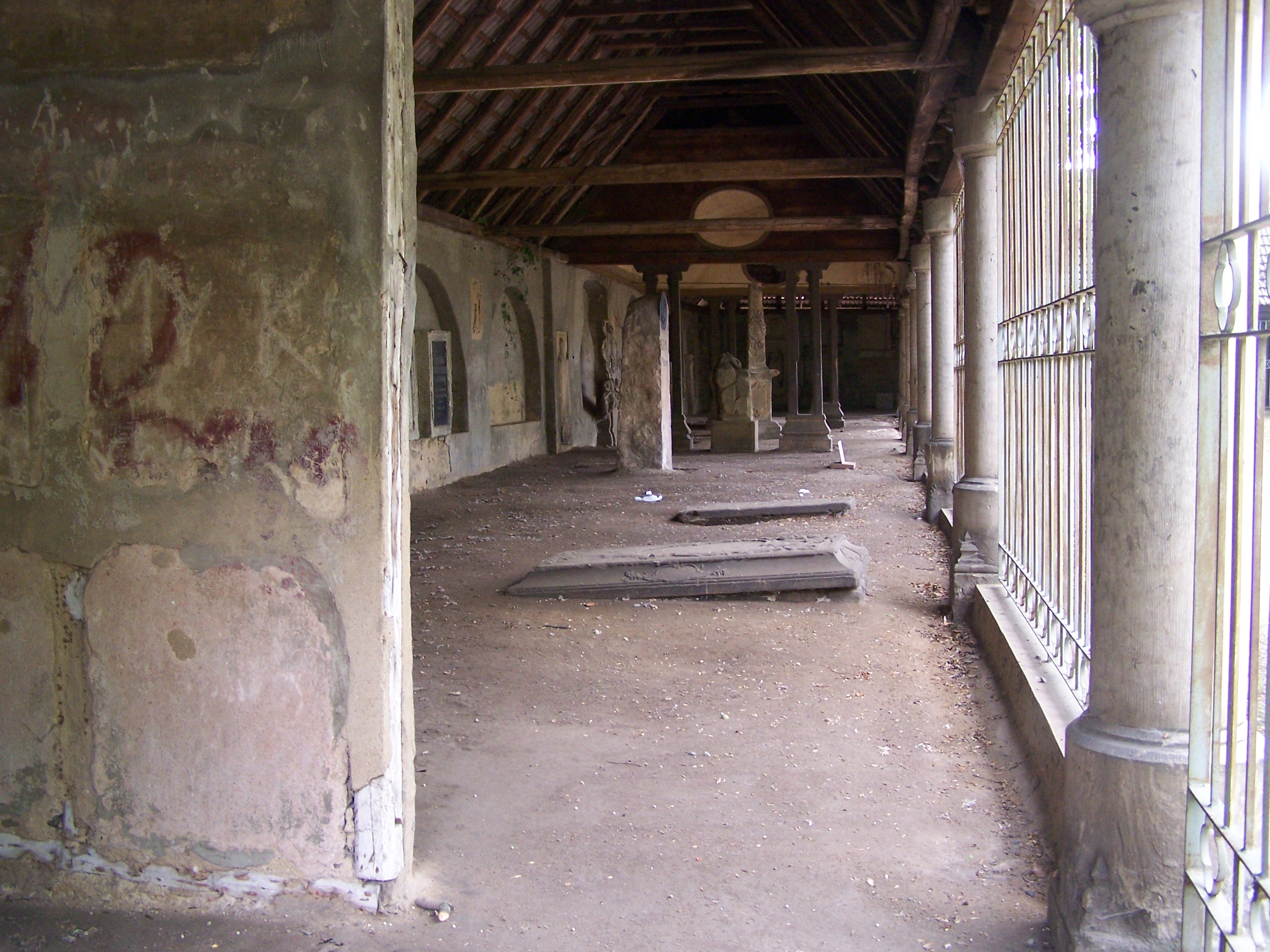
Ostflügel innen (2006)

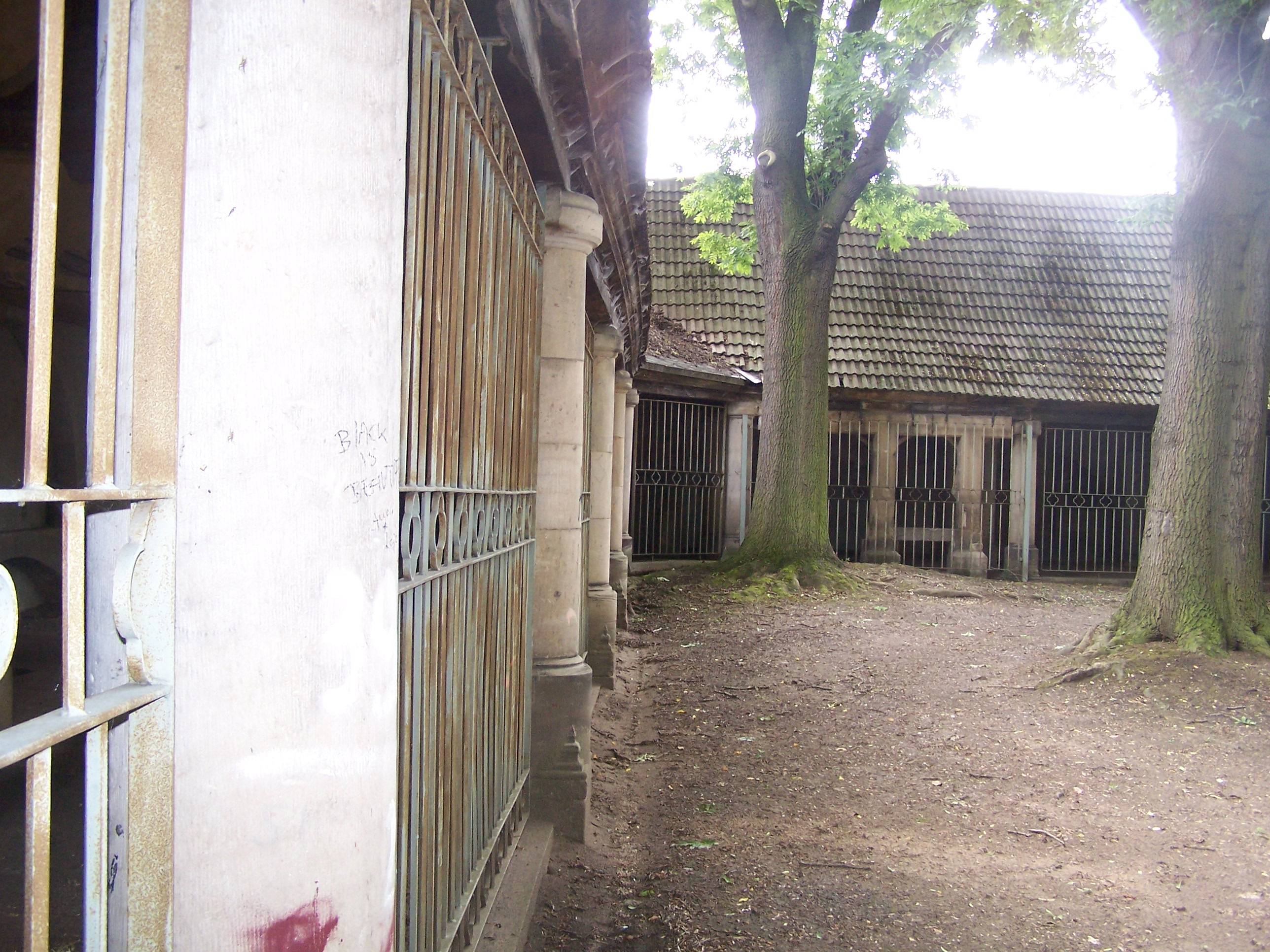
Ostflügel von Norden (2006)

Der Kronenfriedhof in Eisleben ist eine historische Grabanlage in der Lutherstadt Eisleben im Landkreis Mansfeld-Südharz in Sachsen-Anhalt. Er steht unter Denkmalschutz und ist im Denkmalverzeichnis mit der Erfassungsnummer 094 75354 eingetragen.

## Einordnung und Geschichte
Im 16. Jahrhundert entstanden in Mitteldeutschland zahlreiche Grabanlagen außerhalb der Altstädte, weil man den Zusammenhang zwischen der Verbreitung von Krankheiten, insbesondere der Pest, und den Friedhöfen mitten in der Stadt, die sich meist an den Kirchen befanden, erkannte. Zahlreiche Persönlichkeiten des 16. Jahrhunderts, darunter Kardinal Albrecht, Jean Calvin und der aus Eisleben stammende Martin Luther (Ob man vor dem Sterben fliehen solle) hatten die Verlegung von Friedhöfen vor die Städte empfohlen, diese nannte man zumeist Gottesacker.
Dadurch entstanden einige wertvolle Renaissanceanlagen, von denen der Stadtgottesacker in Halle (Saale) als einziger komplett erhaltener Campo Santo nördlich der Alpen gilt. Typisch für diesen Friedhofstyp ist eine hohe Ummauerung, bei der sich an der Innenseite der Mauer Erbbegräbnisse befinden, die überdacht sind, so dass sie wie ein Arkadengang wirken. Einige dieser Anlagen wurden als Gruftgänge gestaltet, ähnelten also entfernt Klostergängen, standen allerdings frei und waren somit Vierseitanlagen. Architektonisches Vorbild für diesen Friedhofstyp war Italien (z. B. der Camposanto Monumentale in Pisa, der im 13. und 14. Jahrhundert entstand), Namensgeber in Deutschland wohl der Campo Santo Teutonico in Rom, der allerdings nicht vollständig diesem Aufbau folgte, sondern lediglich ein ummauerter Friedhof mit Grüften an den Wänden ist.
Auch Eisleben besitzt einen solchen Friedhof. Er war einer der frühesten Friedhöfe dieser Art, denn er wurde inschriftlich bereits im Jahr 1533 gegründet. Die Weihe nahm am 28. Oktober 1533 der erste evangelische Prediger an der Andreaskirche, Caspar Güttel, vor. Frühere Gründungen sind für Deutschland nicht bekannt, wenngleich der Stadtgottesacker in Halle seine Entstehung einem Befehl aus dem Jahr 1529 verdankt, so wurde er doch erst 1557 erbaut. Aus den 1530er Jahren sind sonst nur die nicht erhaltenen Friedhöfe in Leipzig (1536) und Arnstadt (1537) bekannt, so dass er wohl als ältester Friedhof im Campo-Santo-Stil in Deutschland gelten darf. Älter ist nur der dem Campo-Santo-Stil ähnliche Alte Aeschacher Friedhof in Lindau, da er zwei Jahrzehnte früher gegründet wurde; ihm fehlen aber die typischen Elemente der anderen Friedhöfe dieses Namens.
In Eisleben plante man eine Vierseitanlage, erbaute aber nur den Südflügel und ein größeres Stück des Ostflügels, die 1538–39 und 1560 fertiggestellt wurden, so dass eine Zweiflügelanlage entstand, die sich bis heute erhalten hat. Im 19. Jahrhundert wurde ein Friedhofswärterhaus am Eingang ergänzt.

## Name
Während der Friedhof anfangs schlicht als Gottesacker bezeichnet wurde, kam im 17. Jahrhundert die Bezeichnung Kronenfriedhof (auch Kronenkirche) auf, da es die Tradition der Totenkronen gab. Erst im 19. Jahrhundert gesellte sich zu diesen Benennungen die als Campo Santo. Heute wird er auch häufig Alter Friedhof genannt.

## Grabanlagen
Auf dem Friedhof in der Caspar-Güttel-Straße findet sich eine Reihe lokal- und regionalgeschichtlich bedeutsamer Grabstätten, die zum Teil erst später hierher gebracht wurden. Aus dem 16. Jahrhundert stammen mehrere Epitaphe, von denen das des Hüttenmeisters Hans Stal d. Ä. († 1541) in der neunten Nische des Ostflügels als wichtige Renaissanceplastik in Mitteldeutschland gilt. Es wurde vom Bildhauer Hans Schlegel geschaffen. Des Weiteren finden sich Grabsteine des kursächsischen Oberaufsehers Andreas Vogel und seiner Frau Dorothea († 1671), des kursächsischen Bergbaubeamten Christian Friedrich Döring († 1761, mit Bergbaudarstellungen) oder auch der Bergrates Johann Tölpe († 1800).
Die einzige erhaltene Gruft ist die der Familie Bucher im Südflügel, die im Jahr 1558 erbaut und in den Jahren 1910 und 1911 neu ausgemalt wurde. Sie wurde seitdem mehrfach restauriert. Das an der Rückwand der Bucherschen Grablege 1558 angebrachte großformatige Gemäldeepitaph, das den Stadtvogt Wolf Bucher und seine Familie zeigt, wurde zusammen mit weiteren Epitaphien auf Veranlassung Karl Friedrich Schinkels, der 1817 ihren Zustand beklagte, geborgen und zunächst in Martin Luthers Geburtshaus ausgestellt. Später brachte man sie in Luthers Taufkirche. Heute sind sie nach umfangreicher Restaurierung wieder in Luthers Geburtshaus zu sehen, wo ein „Raum der Epitaphien“ eingerichtet wurde.

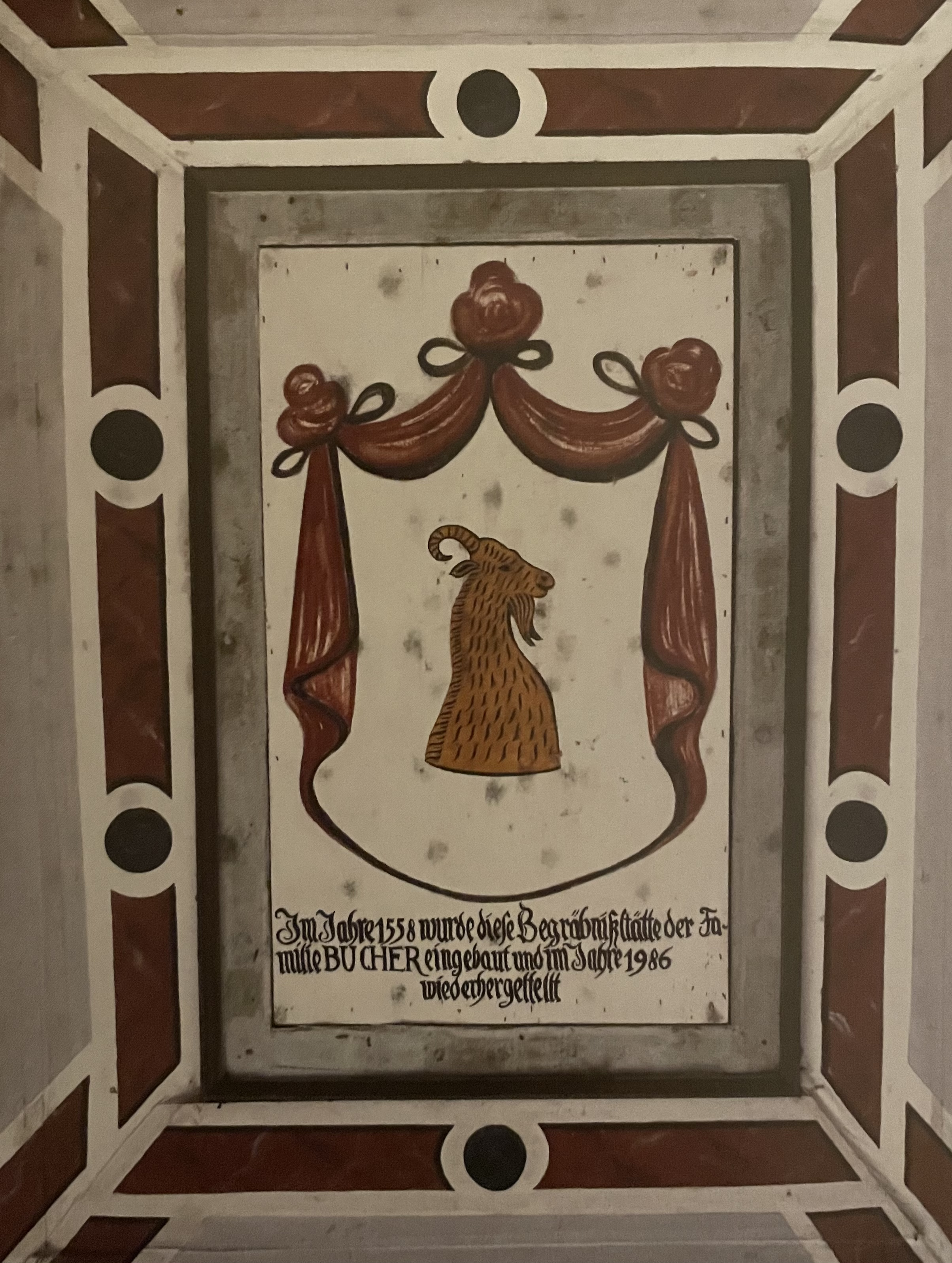
Deckengemälde an der Bucherschen Familiengrablege auf dem Kronenfriedhof in Eisleben

Zudem finden sich auf den Freiflächen weitere wichtige Grabdenkmale, etwa das des preußischen Bergrates Ludwig Plümicke, Gedenksteine für Widerstandskämpfer und sowjetische Soldaten sowie ein Grufthaus für Andreas Vogel. Im Jahr entstand 1907 das Müllersche Erbbegräbnis nach Plänen der Architekten Reinhard Knoch und Friedrich Kallmeyer, die insbesondere in Halle viele Bauwerke schufen.

## Denkmäler
Im Ostflügel der Campo-Santo-Anlage steht ein preußischer Meilenstein (27 Meilen von Berlin), der sich ursprünglich bei Wimmelburg befand, dort aber durch eine Kopie ersetzt werden musste. Zudem befindet sich auf dem Friedhof nördlich des Ostflügels ein Mahnmal, das an die Opfer beider Weltkriege erinnert.